# سیارک ۲۰۴۲
سیارک ۲۰۴۲ (به انگلیسی: 2042 Sitarski، نامگذاری:4633P-L) دو هزار و چهل و دومین سیارک کشف شده‌است که در ۲۴ سپتامبر ۱۹۶۰ کشف شد.
قدر مطلق سیارک برابر ۱۲٫۸۰ است.